# Ferrovia Rezzato-Vobarno
La ferrovia Rezzato-Vobarno collegava Rezzato alla ferriera Falck di Vobarno tra il 1897 e il 1968.
Nel corso della sua storia l'esercizio fu espletato da diverse società private e pubbliche, tra cui l'amministrazione provinciale di Brescia e le Ferrovie dello Stato, in quest'ultimo caso senza che si fosse proceduto al riscatto da parte dello Stato. Allo scadere della concessione, nel 1976, venne disarmata.

## Storia

### Nascita e sviluppo

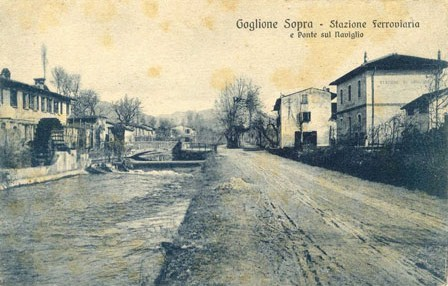
La stazione di Goglione, località poi divenuta Prevalle

La scadente qualità offerta dal trasporto merci tranviario della Brescia-Vestone spinse le principali industrie della bassa Val Sabbia, capitanate dalla ferriera Migliavacca di Vobarno, a chiedere la costruzione di una linea ferroviaria che le congiungesse alla ferrovia Milano-Venezia all'altezza della stazione di Rezzato.
Il progetto fu redatto da Giuliano Corniani nel 1892 e approvato nel febbraio dell'anno successivo dal ministero dei lavori pubblici che nello stesso tempo negò la richiesta di sussidio. La ferrovia fu quindi la prima in Italia che fu costruita interamente utilizzando capitale privato. La società che doveva procedere alla costruzione fu denominata Società Anonima Ferrovia Rezzato-Vobarno-Valle Sabbia e fu costituita il 12 gennaio 1896 a Milano. Il suo azionariato era composto dalla società Migliavacca, dalla Feltrinelli di Milano, da industriali locali e personalità importanti come Giuseppe Zanardelli. La concessione fu approvata con Regio Decreto del 2 aprile 1896, n. 90.
Il primo tronco fu inaugurato il 17 maggio 1897 e copriva la direttrice Rezzato-Tormini. La linea completa fu inaugurata il 6 o il 16 dicembre 1897. Si effettuavano quattro coppie di corse al giorno composte da convogli misti viaggiatori e merci.
Alle originarie stazioni di Rezzato, Goglione di sopra, Gavardo, Tormini e Vobarno ferriera e fermate Nuvolera, Villanuova e Roè Hefti, negli anni successivi si aggiunsero altre fermate presso Virle, Mazzano, Nuvolento, Bostone, Tormini Chalet e Vobarno Paese.
Nonostante i risultati fossero economicamente incoraggianti, la Società Anonima entrò presto in crisi, poiché era impossibilitata a far fronte agli interessi sulle obbligazioni emesse per la costruzione dell'infrastruttura. Già alla fine del 1901, quindi, fu avviata la procedura di fallimento.
Giovanni Maglione, di Milano fu nominato curatore fallimentare e amministrò la linea fino al 1904, quando si procedette al suo riscatto.

### Esercizio della "Ferrovia Rezzato-Vobarno-Caffaro"
La Tramways à Vapeur de la Province de Brescia, che gestiva le due linee tranviarie per Vestone e per Toscolano, si fece avanti per il riscatto. Per evitare la creazione di un monopolio, i cui effetti si sarebbero riflettuti sui costi del trasporto merci per le industrie della zona, queste ultime, assieme ai Feltrinelli, decisero di costituire una nuova società: la Società Anonima Ferrovia Rezzato-Vobarno-Caffaro. Una parte considerevole del capitale fu sottoscritto dalla Provincia, che in cambio chiese di poter stabilire le tariffe e un impegno della nuova società a prolungare la linea fino a Ponte Caffaro, a quel tempo sul confine austriaco. Se, dopo tre anni, la Provincia non avesse avvisato alcun impegno per l'estensione della linea, avrebbe potuto procedere a riscattare l'intera ferrovia.
La nuova società fu costituita il 13 agosto 1904 e, nonostante la Tramways à Vapeur avesse fatto un'offerta identica, rilevò la concessione per motivi di pubblica opportunità. Essa procedette alla ristrutturazione della linea e all'acquisto di una quarta locomotiva.
Il prolungamento verso Ponte Caffaro fu complicato dalla domanda di concessione effettuata da un progetto analogo, la "Elettrovia Brescia-Nave-Caffaro", che intendeva collegare direttamente il capoluogo al confine austriaco utilizzando una tranvia a trazione elettrica. Questo progetto sarebbe stato direttamente concorrente al prolungamento della ferrovia nel tratto da Vestone al confine di Stato. Le discussioni a favore dell'uno o dell'altro progetto ne impedirono l'immediata costruzione.

### Esercizio della Provincia di Brescia
Nonostante il buon andamento della gestione ferroviaria, nel 1907 la Provincia decise di procedere al riscatto. La Società Anonima si rivalse in sede giudiziaria, ma il Tribunale diede ragione all'amministrazione pubblica. Di conseguenza la società si sciolse il 15 febbraio 1909 e il 29 luglio avvenne il riscatto al prezzo di circa un milione di lire, in parte finanziato da un mutuo rilasciato dalla Banca San Paolo di Brescia.
La gestione della provincia iniziò il 1º gennaio 1910. Fu subito fallimentare per la progressiva riduzione dei ricavi e per l'aumento dei costi d'esercizio, oltre che dalla presenza dei pesanti interessi sul mutuo. Si optò per la cessione ad un soggetto privato che si occupasse anche del prolungamento della Vobarno-Vestone, concesso dal Ministero dei Lavori Pubblici il 3 giugno 1911. Le trattative sembrarono concludersi con l'interessamento della Società Veneta che si impegnava a costruire la Vobarno-Vestone e a rilevare la Rezzato-Vobarno, a patto di ottenere un sussidio più elevato di quello offerto nel decreto di concessione.
L'avvento della prima guerra mondiale bloccò gli accordi con la Società Veneta. La Provincia si rivelò incapace di sostenere l'eccezionale incremento dei costi dovuto al trasporto di truppe e di materiale militare, per cui il 14 marzo 1917 la gestione fu trasferita a titolo transitorio alle Ferrovie dello Stato.

### Esercizio della FRV

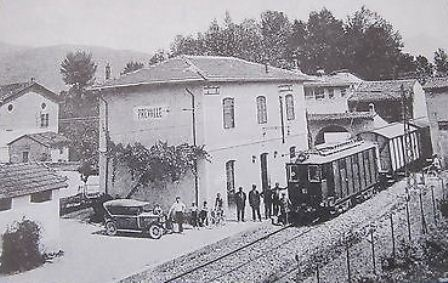
Treno merci a Prevalle

Terminata la guerra e terminata la possibilità che si potesse costruire la Vobarno-Vestone, per via di un contenzioso con l'amministrazione militare, la Provincia decise di cedere alla Società Elettrica Bresciana (SEB), a quel tempo concessionaria delle tranvie Brescia-Salò-Gargnano e della Tormini-Vestone-Idro, la proprietà della linea al prezzo di circa 400.000 Lire, ottenendo in cambio alcuni impegni relativi al miglioramento dell'infrastruttura tranviaria. La SEB costituì il 20 dicembre 1920 la Società Anonima Ferrovia Rezzato-Vobarno (FRV, dal 1942 Ferrovia Rezzato-Vobarno Spa) che assunse la concessione il giorno in cui le Ferrovie dello Stato si impegnavano a restituire la linea alla Provincia: il 1º febbraio 1921. Nello stesso giorno, la proprietà della nuova società passava dalla SEB ad una sua controllata, la Società Anonima Tramvie Elettriche Bresciane.
La gestione della TEB fu rilevante per l'intenzione di trasferire il traffico tranviario sulla linea ferroviaria, almeno nel tratto Treponti-Tormini, soprattutto dopo che l'AASS impose l'eliminazione dei binari sul tratto della strada statale 45 bis che stava per prendere in gestione in quel periodo.
Nel 1929 fu steso un progetto relativo sia all'elettrificazione della ferrovia secondo gli standard vigenti sulle interurbane TEB sia all'allacciamento tra la tranvia Brescia-Salò e la ferrovia all'altezza delle stazioni ferroviarie di Virle, posta nei pressi di quella tranviaria di Treponti, e di Tormini Scalo. I lavori iniziarono nel gennaio 1931 e già in agosto poterono essere introdotti i primi convogli, sebbene trazionati ancora dalle locomotive a vapore del parco FRV: gli accelerati Brescia-Gargnano, privi di fermate intermedie, furono infatti i primi convogli ad usufruire del nuovo collegamento. Dal giugno 1932, completata la stesura della catenaria, furono definitivamente immessi i convogli tranviari.
Nel 1935 il ramo degli autoservizi facenti capo alla società ferroviaria fu unito a quello della TEB: nacque la Società Italiana Autotrasporti (SIA).
Dopo la seconda guerra mondiale, il traffico tranviario merci e passeggeri non riuscì a sostenere la concorrenza del trasporto su gomma. Il 10 luglio 1954 terminò l'esercizio della tranvia Brescia-Salò. Per qualche mese rimase attivo un servizio passeggeri tra la stazione di Virle e quella di Prevalle, in attesa che fosse completata la provinciale che avrebbe collegato quest'ultima località alla statale gardesana. In seguito, sulla linea si mantenne il traffico merci sostenuto dalla Società Anonima Acciaierie e Ferriere Lombarde (Falck) e da altre imprese locali.

### Declino della linea
Nel 1960, la FRV stese un piano di riassetto in cui fu valutata la redditività della linea, del materiale di trazione e degli impianti. La società intendeva raggiungere una convenzione con la Falck e le FS che, stando allo stesso piano di riassetto, avrebbe portato il prodotto annuale d'esercizio ad una cifra di 75 milioni di Lire contro i 50 milioni ottenuti nello stesso periodo. Le FS tuttavia non furono disposte a far applicare ad una società privata le tariffe agevolate per il trasporto di merce stabilite a livello comunitario, per cui si adottò un protocollo provvisorio.
Allo scioglimento della TEB, nel 1963, la proprietà della FRV passò direttamente alla Falck. L'11 dicembre 1967, in adeguamento ai modesti volumi di traffico, fu emanato un ordine di servizio che limitò le corse a soli tre giorni settimanali. Il 15 gennaio dell'anno seguente, le corse furono limitate ad un unico giorno: il giovedì. Con l'ordine di servizio 2/68 del 23 marzo successivo fu annunciata la chiusura definitiva dell'esercizio.
I binari furono smantellati nel 1976 alla scadenza della concessione e il materiale ferroso fu ceduto all'asta dal demanio, mentre i terreni del tracciato e gli edifici passarono ai comuni.
Nel primo decennio del XXI secolo, una parte del sedime venne impiegato per la costruzione della pista ciclabile Rezzato-Salò e di quella per la Val Sabbia.

## Caratteristiche

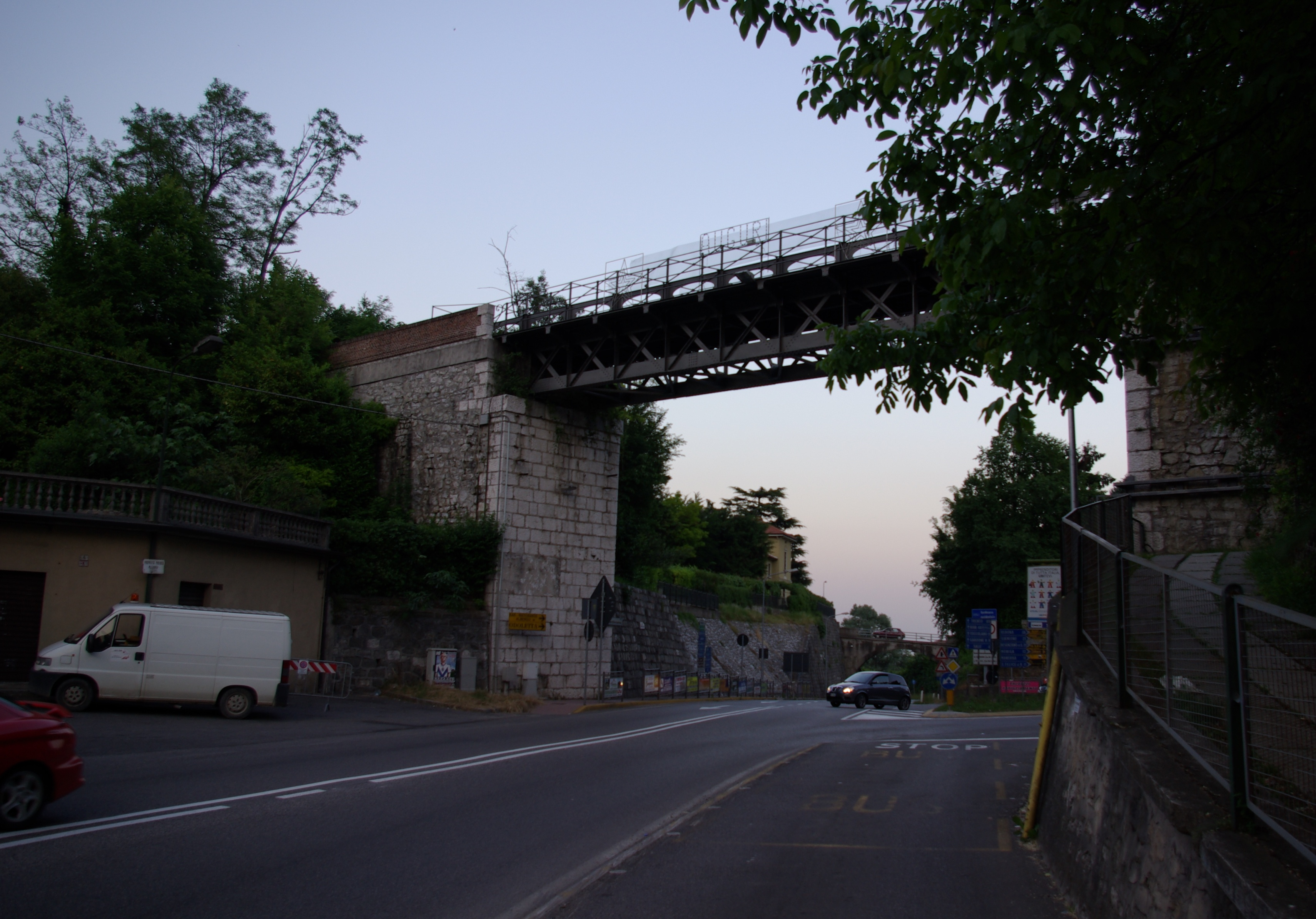
Il ponte ferroviario dei Tormini sulla Gardesana

La linea era a binario unico, con scartamento ordinario, ed era lunga 25,992 km. In origine era armata con rotaie Vignoles lunghe 9 metri e dal peso di 27 kg per metro lineare. L'armamento della linea elettrificata era composto da due tipi di rotaie Vignoles: quelle da 30 kg/m, lunghe 15 metri, e quelle prodotte dalla Osnabrück con peso per metro lineare di 27 kg e lunghe 12 m.
Adottata inizialmente la trazione a vapore, fra il 1931 e il 1932 la linea venne elettrificata alla tensione continua di 1200 V, secondo lo standard delle TEB. La catenaria era sorretta da pali in ferro a struttura reticolare. Le sottostazioni elettriche erano due, quella di conversione a Salò, usata anche per la tranvia per Brescia, e quella presso Tormini Scalo, costruita appositamente per la linea ferroviaria.
La ferrovia scavalcava lungo il suo percorso diversi canali e il fiume Chiese. I ponti principali erano stati costruiti secondo le normative del 1897 per il calcolo dei ponti ferroviari di linee private allacciate alla rete statale. I manufatti principali erano caratterizzati da travature in ferro sostenute da spalle di muratura con conci regolari in pietra bianca.
I ponti più caratteristici erano tre, di cui due varcavano il fiume Chiese: il primo era situato poco prima della stazione di Gavardo, mentre l'altro era ubicato in località Pompegnino di Vobarno. Il terzo ponte è quello che sovrappassava la strada per Salò presso la fermata di Tormini Chalet. Il primo ponte sul fiume venne demolito negli anni novanta, nell'ambito della costruzione della nuova strada statale, il secondo risulta esistente mentre quello in ferro presso la località Tormini è stato recuperato dalla Provincia ed è utilizzato dalla ciclabile Rezzato-Salò.

### Percorso
| Unknown route-map component "uexCONTgq" | Unknown route-map component "uexBHFq" | Unknown route-map component "uexLSTR+r" |

|  | Unknown route-map component "exKBHFa" | Unknown route-map component "uexLSTR" |

|  | Unknown route-map component "exWBRÜCKE1" | Unknown route-map component "uexLSTR" |

|  | Unknown route-map component "exHST" | Unknown route-map component "uexLSTR" |

|  | Unknown route-map component "exWBRÜCKE1" | Unknown route-map component "uexLSTR" |

| Unknown route-map component "uexLSTR+l" | Unknown route-map component "exmKRZo" | Unknown route-map component "uexLSTRr" |

| Unknown route-map component "uexLSTR" | Unknown route-map component "exHST" |  |

|  | Unknown route-map component "uexABZg+l" | Unknown route-map component "exmKRZo" | Unknown route-map component "uexCONTfq" |  |

| Unknown route-map component "uexBHF" | Unknown route-map component "exHST" |  |

| Unknown route-map component "uexABZgl" | Unknown route-map component "exmABZg+r" |  |

| Unknown route-map component "uexLSTR" | Unknown route-map component "exBHF" |  |

| Unknown route-map component "exKINTaq" | Unknown route-map component "uexmKRZ" | Unknown route-map component "exABZg+r" |  |  |

| Unknown route-map component "uexLSTR" | Unknown route-map component "exHST" |  |

| Unknown route-map component "exKINTaq" | Unknown route-map component "uexmKRZ" | Unknown route-map component "exABZg+r" |  |  |

| Unknown route-map component "uexLSTR" | Unknown route-map component "exHST" |  |

| Unknown route-map component "uexLSTR" | Unknown route-map component "exBHF" |  |

| Unknown route-map component "uexLSTR" | Unknown route-map component "exWBRÜCKE1" |  |

| Unknown route-map component "uexLSTR" | Unknown route-map component "exBHF" |  |

| Unknown route-map component "uexLSTR" | Unknown route-map component "exHST" |  |

| Unknown route-map component "uexLSTR+l" | Unknown route-map component "uexLSTRq" | Unknown route-map component "uexLSTRr" | Unknown route-map component "exBHF" |  |  |  |

| Unknown route-map component "uexLSTR" | Unknown route-map component "exKINTaq" | Unknown route-map component "exWBRÜCKE1q" | Unknown route-map component "exABZg+r" |  |  |  |

| Unknown route-map component "uexLSTR" |  |  | Unknown route-map component "exBHF" |  |  |  |

| Unknown route-map component "uexLSTR" |  | Unknown route-map component "exKINTaq" | Unknown route-map component "exABZg+r" |  |  |  |

| Unknown route-map component "uexLSTRl" | Unknown route-map component "uexLSTRq" | Unknown route-map component "uexLSTR+r" | Unknown route-map component "exHST" |  |  |  |

| Unknown route-map component "uexvSHI1+l-STR+l" | Unknown route-map component "exmABZgr" |  |

| Unknown route-map component "uexBHFSPLe" | Unknown route-map component "exSTR" |  |

| Unknown route-map component "uexCONTgq" | Unknown route-map component "uexSTRr" | Unknown route-map component "exSTR" |  |  |

|  |  | Unknown route-map component "exABZgl" | Unknown route-map component "ABZ+lxr" | Unknown route-map component "CONTfq" |

|  | Unknown route-map component "exKBHFe" | Station on track |

|  |  | Continuation forward |

A Rezzato, la ferrovia partiva da una propria stazione capolinea. Essa era ubicata poco più a nord rispetto al fabbricato viaggiatori della stazione di Rezzato della ferrovia Milano-Venezia con la quale era raccordata.
La linea proseguiva parallela alla Milano-Venezia per qualche centinaio di metri, quindi si dirigeva verso nord-est in direzione di Virle Treponti, comune autonomo poi assorbito dal comune di Rezzato, dove si trovava l'omonima fermata il cui fabbricato viaggiatori era posto nelle vicinanze della stazione tranviaria di Treponti della Brescia-Gargnano. Nel 1931, il tronco tranviario fra Treponti e Tormini Stazione fu soppresso e i tram furono instradati sulla ferrovia grazie a un raccordo che collegava la stazione della tranvia alla fermata di Virle. 
Dopo Virle Treponti, la ferrovia attraversava la Strada statale 11 Padana Superiore e quindi affiancava il canale Naviglio Grande servendo nell'ordine la stazione di Mazzano, le fermate di Nuvolera e di Nuvolento e la stazione di Prevalle, già Goglione Sopra, fino a giungere nel territorio comunale di Gavardo. Non potendo attraversare il centro abitato di questa cittadina, la ferrovia effettuava una doppia curva destra-sinistra, scavalcando il fiume Chiese con un ponte a travata metallica, per poi affiancare il paese a oriente lungo un percorso che dalla fine degli anni Settanta del Novecento è reimpiegato da una strada comunale denominata via della Ferrovia. Il piazzale binari della stazione di Gavardo è utilizzato da piazza Aldo Moro.
La linea percorreva il tracciato fino a Villanuova sul Clisi: per motivi di spazio orografico, la ferrovia fu costruita addossata al centro abitato e poi in affiancamento alla provinciale per Salò. All'ingresso del territorio comunale di Roè Volciano, era posta la stazione di Tormini Scalo, poi Tormini Stazione. Nel 1931, fu costruito un raccordo con la tranvia Brescia-Gargnano, permettendo ai tram di quest'ultima di percorrere la linea ferroviaria fino a Virle Treponti.
Dalla stazione di Tormini Scalo, la ferrovia cominciava l'ascesa per la fermata di Tormini Chalet dove i convogli affrontavano un'acclività del 18‰. Dopo questa fermata, la linea scavalcava la provinciale per Salò utilizzando il ponte a travata metallica che ancora caratterizza la località Tormini.
La ferrovia giungeva a Vobarno affiancando il cotonificio Hefti di Roè il quale era servito da un'apposita fermata. In seguito, scavalcava la provinciale Tormini-Barghe con un altro ponte a travata metallica. Con un doppio ponte in località Pompegnino, oltrepassava la roggia Hefti e, nuovamente, il Chiese. Dopo Vobarno Paese, la linea percorreva un tratto in discesa verso la ferriera Falck, nei pressi della quale riattraversava il Chiese con un altro ponte a travata metallica. Di fronte alla fabbrica metallurgica era posto il fabbricato viaggiatori della stazione di Vobarno Ferriera dalla quale si dipartivano i binari di raccordo per lo stabilimento. La linea proseguiva infine in direzione della rimessa locomotive per poi terminare nei pressi della strada provinciale Tormini-Barghe.

## Materiale rotabile
Per garantire le quattro coppie di corse giornaliere previste, nel 1897 furono acquistate tre locomotive a vapore così classificate:
1. Caffaro, costruita dalla Krauss nel 1887
2. Italia, costruita dalla Breda nel 1891; simile al gruppo RA 240 aveva una massa di 41 t ed erogava una potenza di 287 kW[32]
3. Valle Sabbia, costruita dalla Maffei nel 1887[32]

Un quarto esemplare si aggiunse al parco durante la gestione a cura della società Ferrovia Rezzato-Vobarno-Caffaro.
In occasione dell'ettrificazione della linea la FRV ottenne dalla TEB le tre locomotive elettriche a carrelli gruppo 01-03 impiegate sulla tranvia Brescia-Gardone Val Trompia e costruite dalla Carminati & Toselli nel 1917. A queste si aggiunsero due nuove locomotive dello stesso modello, la 04 e la 05, costruite dalla Carminati e Toselli nel 1927 per la relazione tranvia Brescia-Salò. Le cinque locomotive furono dotate oltre che degli organi di repulsione di tipo tranviario, anche di quelli di tipo ferroviario e ad esse fu affidata la trazione dei convogli merci.
I servizi passeggeri venivano svolti dalle elettromotrici interurbane della TEB. Ad esse furono affiancate sei nuove elettromotrici, appartenenti al cosiddetto gruppo 20, le cui caratteristiche erano adatte all'espletamento dei servizi sulla linea ferroviaria. Costruite dalla Carminati & Toselli nel 1927, erano dotate di motori da 283 MW che permettevano di raggiungere la velocità di 70 km/h.